# MUSIC GALLERY A to Z
『MUSIC GALLERY A to Z』（ミュージック・ギャラリー エー・トゥー・ジー）は、ZIP-FMの番組『MOVE ON SATURDAY』内で、毎週土曜日10:00～10:45(JST)に放送されるサーフボードプログラムである。正式名称は、『MEIHO group presents MUSIC GALLERY A to Z』（メイホウグループ・プレゼンツ・ミュージック・ギャラリー エー・トゥー・ジー）で、提供はめいほうグループ。

## 概要
- 毎週、アルファベットのAからZまで一文字をピックアップし、その文字が苗字や頭文字になっているアーティストの楽曲をリクエスト形式でオンエアする。また、トピックやプレゼントも、このアルファベットにまつわるものになっている。
- 1週ごとにAからピックアップしていき、Zまで行ったらまたAに戻る。これまでに6巡している人気シリーズになっている。

## ルール
1. 上記概要にあるとおり、指定された文字が、アーティスト名およびバンド名の頭文字や苗字になっている。(芸名を含める)
Aの回 アークティック・モンキーズ(ARCTIC MONKEYS)、安室奈美恵(AMURO NAMIE)
2. ただし、Q、V、X、Zなど、頭文字や苗字になっているアーティスト名が少ないアルファベットの回は、名前にその文字が含まれていればよい。
Qの回 ジャミロクワイ(JAMIROQUAI)
Vの回 アヴリル・ラヴィーン(AVRIL LAVIGNE) etc.
3. 外国のアーティストは、ファミリーネームを採用する。
マライア・キャリー(MARIAH CAREY) → C(Mではない)
ブリトニー・スピアーズ(BRITNEY SPEARS) → S(Bではない)
4. その他
  - バンド名を人名から取っている場合→1の例に基づき、バンド名の頭文字を採用

フランツ・フェルディナンド(FRANZ FERDINAND) → F
ボン・ジョヴィ(BON JOVI) →B
ヴァン・ヘイレン(VAN HALEN) → V
  - CRYSTAL KAY→Cのように、日本在住のアーティストも1の例を採用する。
  - くるりは、英語表記がQURULIとなるため、Q(Kではない)。

## 傾向
- Bの回では、毎回B'zがリクエストのトップになっている。

## リンク
- 同コーナーエントリーページ - 閉鎖。（2008年3月28日時点のアーカイブ）